# Godelieve van Gistel
De heilige Godelieve van Gistel (Londefort-lez-Boulogne (nabij Wierre-Effroy), circa 1049 - Gistel, circa 1070) was een Vlaamse heilige.

## Geschiedenis
Godelieve, afkomstig uit het slot Londesvoorde nabij Wierre-Effroy, in de buurt van Bonen (Boulogne), dochter van Hemfried, heer van Wierre-Effroy was uitgehuwelijkt aan Bertolf, zoon van de kasteelheer van Gistel, die haar nog op hun bruiloft verstootte. Godelieve werd, mede onder impuls van haar schoonmoeder, door haar schoonfamilie mishandeld, uitgehongerd en zelfs gekerkerd. Godelieve kon ontsnappen en nadat haar vader ermee gedreigd had om Bertolf en diens familie over te geven aan de autoriteiten, deden zij alsof zij tot een ander inzicht waren gekomen en keerde Godelieve terug, maar kort daarop werd zij gedood. Zij werd in een poel geworpen, nadat zij door Lantbert en Hacca, twee knechten van Bertolf, was gewurgd met een halsdoek.
Godelieve werd daags na haar dood in de kerk van Gistel begraven. Nog steeds is de rechterbeuk van de kerk in Gistel, de Godelievebeuk, volledig aan haar gewijd.
Een tiental jaar na haar dood schreef de hagiograaf Drogo, een monnik van de abdij van Sint-Winoksbergen, de "Vita Godeliph" (Leven van Godelieve). De Vita werd later aangevuld met bijzonderheden en mirakels, onder anderen door de zogenaamde Anonymus Ghistellensis, vermoedelijk een monnik van de Sint-Andriesabdij.
Godelieve had steeds haar huwelijk willen redden en bekommerde zich ook altijd om de armen en verschoppelingen. Na haar dood begon het volk haar weldra als een heilige aan te roepen en Bertolf kwam tot inkeer. Hij trok op boetebedevaart naar Rome en ging een tweede huwelijk aan met een zekere Ripsim.
Uit zijn tweede huwelijk kreeg Bertolf een blind dochtertje, Edith. Het kind werd genezen door de ogen te wassen met water uit de poel waarin het lijk van de gewurgde Godelieve was geworpen. Bertolf bekeerde zich nu oprecht en ging op kruistocht en werd monnik in de abdij van Sint-Winoksbergen. Zijn dochter richtte in Gistel een klooster op, de Abdij Ten Putte.
Op 30 juli 1084 werd Godelieve door de bisschop van Doornik, Radbod II, heilig verklaard. Op deze plechtigheid in de kerk van Gistel, waren hoogwaardigheidsbekleders aanwezig zoals gravin Geertruida van Saksen, echtgenote van graaf Robrecht de Fries, de abt van Sint-Winoksbergen en talrijke geestelijken.

## Legendes

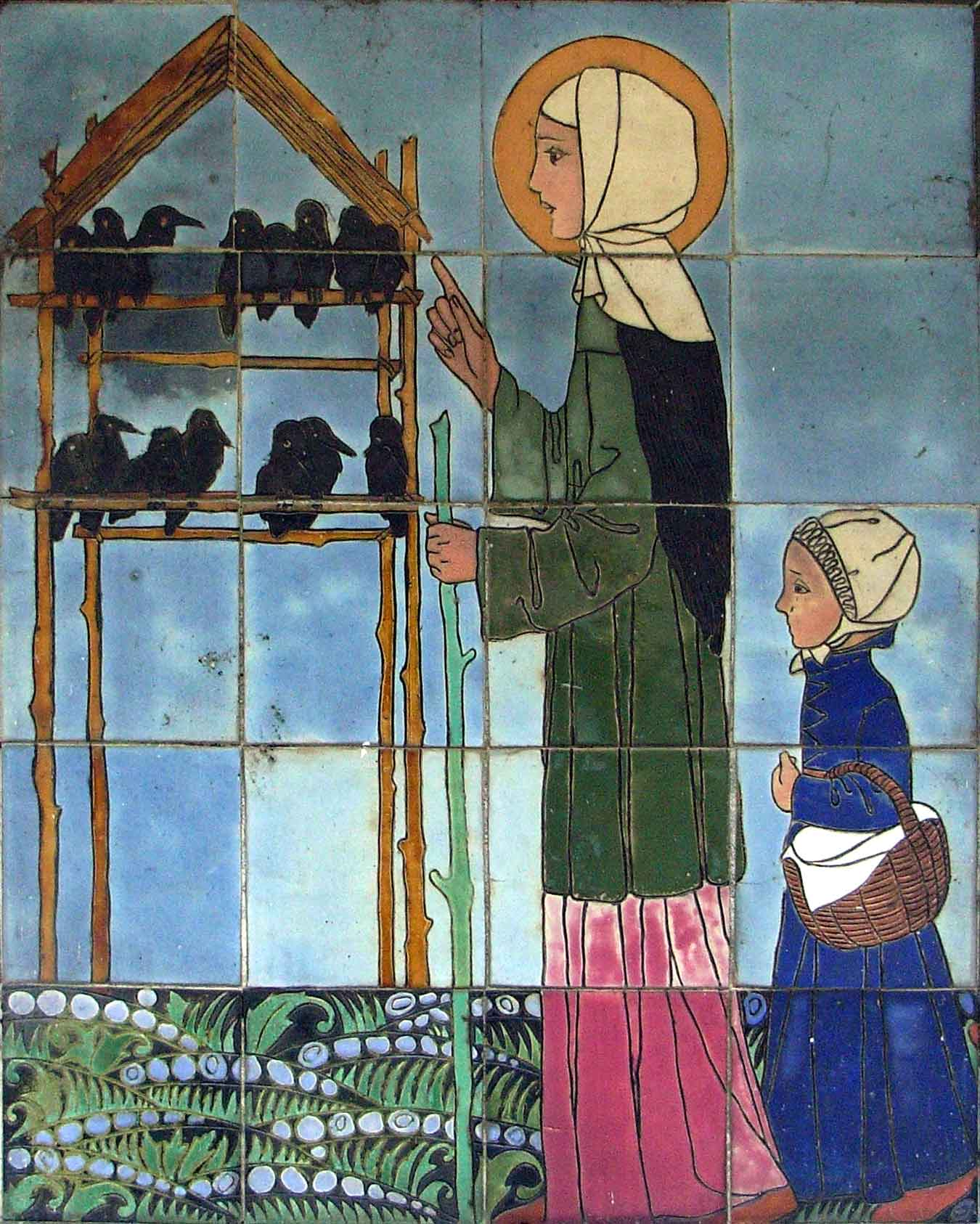

### De waterpoel
Edith, de dochter van Bertolf uit zijn tweede huwelijk, was blind geboren. Het kind werd genezen door de ogen te wassen met water uit de poel waarin het lijk van de gewurgde Godelieve was geworpen. Vandaag staat op de plaats van de poel een waterput, in Abdij Ten Putte.

### De raven
Als verstotene van het kasteel moest Godelieve werken op het land. Ze moest de raven van het net gezaaide korenveld weghouden. Toen de klok van de kerk luidde en Godelieve als zeer godsdienstige vrouw absoluut naar de kerk wilde, gebood ze de raven te verzamelen in de schuur tot ze terugkwam.

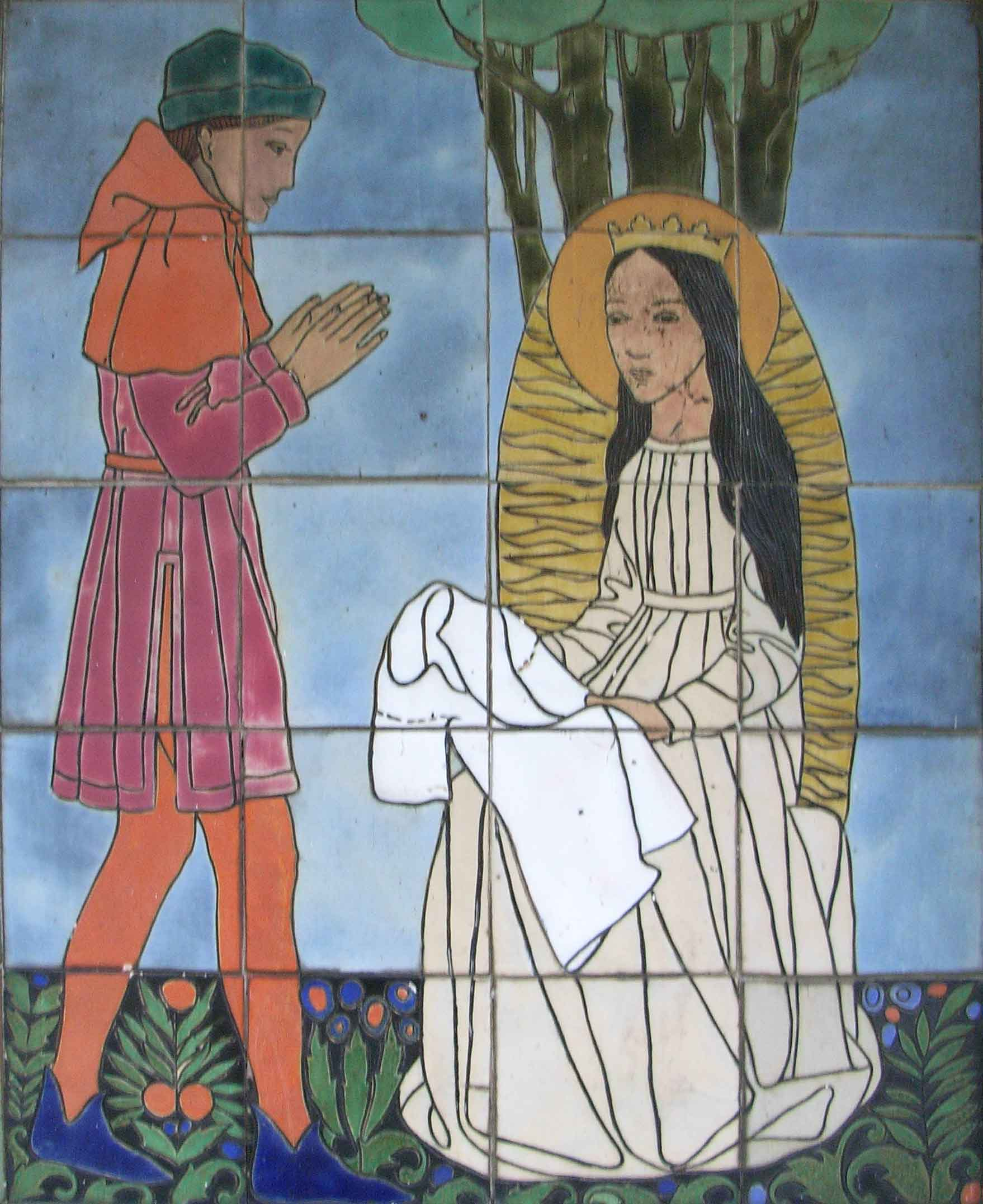

### Het hemd zonder naad
De legende vertelt dat, na de dood van Godelieve, een knecht van Bertolf naar Gistel werd gestuurd met een stuk lijnwaad om daar hemden te laten maken. Godelieve, die onbekend bleef, verscheen aan de knecht en vroeg het lijnwaad. Toen Bertolf hem terugstuurde, gaf Godelieve hem afgewerkte hemden. Bertolf herkende erin het werk van Godelieve. Toen hijzelf haar ging opzoeken, vond hij haar niet meer. Het werd de aanleiding tot zijn bekering.
Nu nog kan men in Abdij Ten Putte een hemd zonder naad bewonderen.

### De houtspaanders
Zelfs toen Godelieve nog bij haar ouders woonde was ze bijzonder vrijgevig. Ze deelde voedsel uit aan de armen zodat er een tekort aan eten dreigde. Ondanks vermaningen gaat Godelieve door, maar op een gegeven moment wordt ze door de hofmeester opgepakt terwijl ze voedsel in haar schoot heeft verborgen. Als hij haar dwingt om te zeggen wat ze draagt, bidt Godelieve en het voedsel verandert in houtspaanders zodat de hofmeester moet afdruipen. Een gelijkaardige legende vindt men ook terug bij Cunera van Rhenen die trouwens ook met een doek gewurgd is.

### Voedselvermenigvuldiging
Tot tweemaal toe zou een tekort aan voedsel op een wonderbaarlijke manier veranderen in een overvloed. Eenmaal nadat Godelieve te veel voedsel had weggegeven opdat haar vader geen banket zou kunnen geven. En een tweede keer na haar dood, toen als teken van rouw graan werd uitgedeeld aan de armen.

## Hedendaagse Godelieveverering

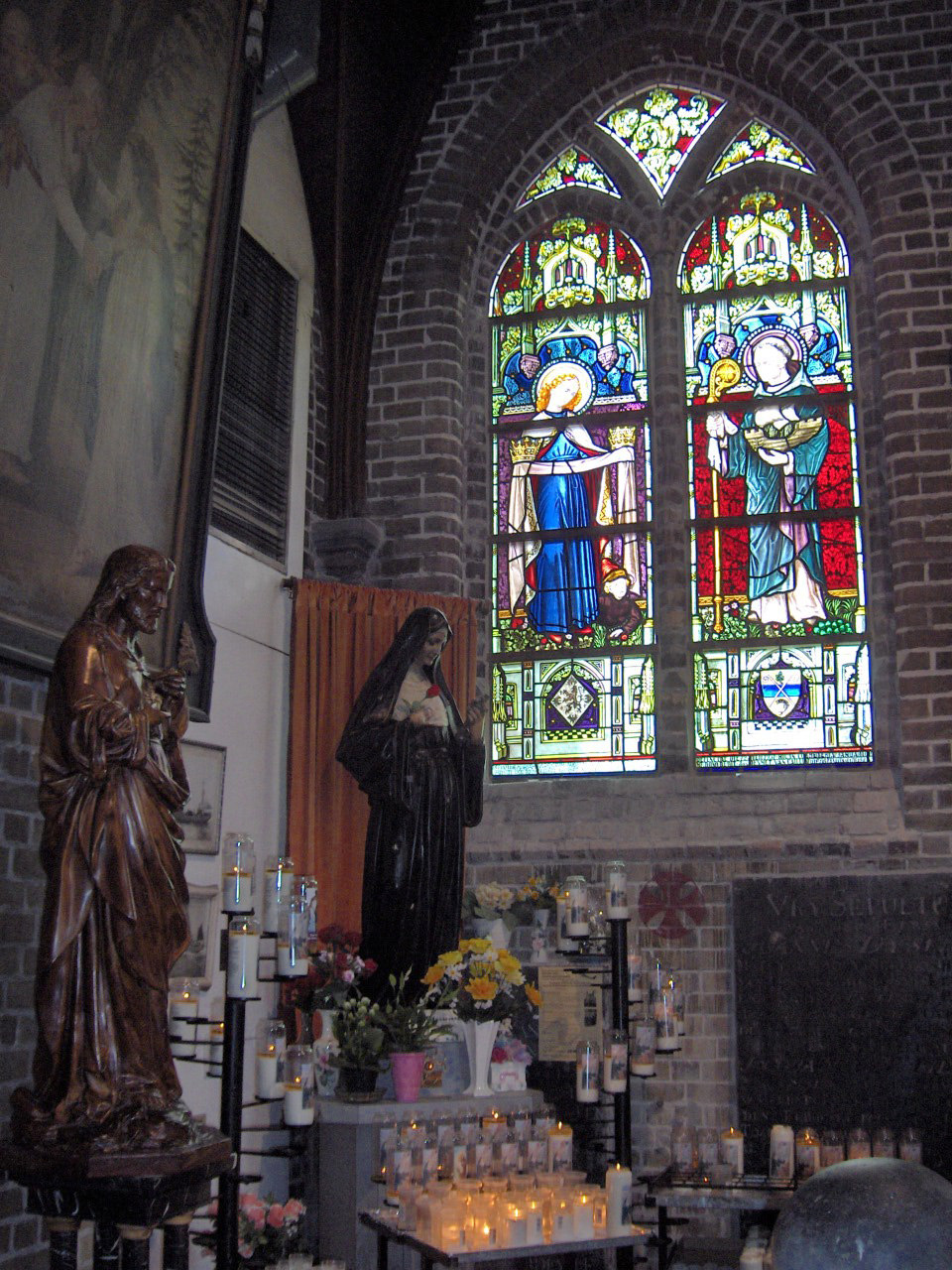
Glas-in-loodraam met de heiligen Godelieve en Idesbald in het Duinenkerkje te Oostende.

Godelieve wordt voorgesteld in adellijke kledij met een kroon op het hoofd, maar ook gewoon als jonge vrouw. Om haar hals is een doek geknoopt; soms houdt ze het doek in haar hand, samen met een martelaarspalm. Dikwijls staat er een put naast haar afgebeeld, met op de rand een kraai. Op afbeeldingen staan vaak vier kronen, symbool voor haar verering als maagd (Virgo), gehuwde (Conjugata), verstoten echtgenote (Relicta) en martelares (Martyrizata).
Haar feestdag valt op 6 juli. Godelieve is de patrones van de kleermakers en de naaisters. Ze wordt aangeroepen tegen keelziekten en echtelijke ruzies. Ook mannen met een boze schoonmoeder wenden zich tot haar.
Elk jaar, de eerste zondag na 6 juli, gaat in Gistel de St.-Godelieveprocessie uit. Met ruim 1000 figuranten wordt het leven van Godelieve uitgebeeld. Uit oude stadsrekeningen van Oudenburg blijkt dat de processie al uitging in 1459.

## Godelieve in de kunst
- Godelieve figureert in verschillende brandglasramen, schilderijen en heiligenbeelden
- De Godelieveverering en -processie worden uitgebeeld in een ets van James Ensor
- Jef Nys maakte in 1959 een stripversie van het leven van Godelieve; deze werd in 2007 in luxeversie heruitgegeven.
- In het Metropolitan Museum of Art in New York hangt een 15e-eeuws veelluik van de zogenaamde "Meester van de Godelievelegende" dat de Godelievemirakelen uitbeeldt.
- Eugène van Oye verwerkte haar leven tot een toneelstuk
- Edgar Tinel componeerde een muziekdrama gebaseerd op haar leven.